# Jean-François Champollion

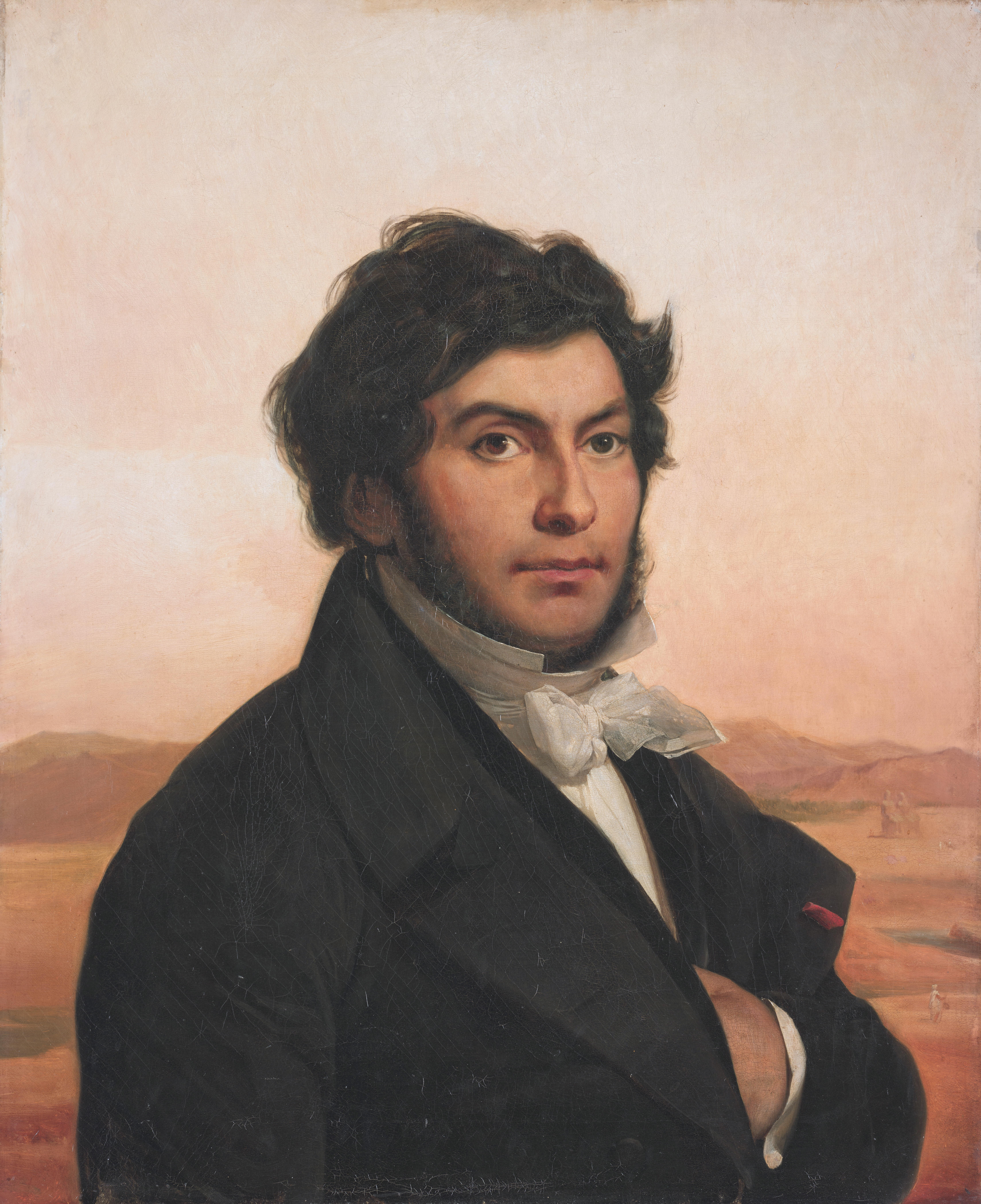
Jean-François Champollion, Porträt von Léon Cogniet

Jean-François Champollion ([ʃɑ̃pɔljɔ̃]; * 23. Dezember 1790 in Figeac im Département Lot; † 4. März 1832 in Paris) war ein französischer Sprachwissenschaftler. Mit dem Entziffern der Hieroglypheninschrift auf dem Stein von Rosette (genannt auch „Rosetta-Stein“) und deren Erläuterung 1824 legte er den Grundstein für die wissenschaftliche Erforschung des dynastischen Ägyptens.

## Leben

### Frühe Lebensjahre und Ausbildung
Jean-François Champollion wurde am 23. Dezember 1790 als siebtes von acht Kindern des Buchhändlers Jacques Champollion und dessen Ehegattin Jeanne-Françoise Gualieu geboren, wobei zwei der Geschwister bereits vor seiner Geburt gestorben waren. Sein Vater (geboren 1744) stammte aus Valjouffrey bei Grenoble und hatte sich eine Zeitlang als Hausierer betätigt, ehe er sich 1772 in der Kleinstadt Figeac in Südwestfrankreich niederließ. Möglicherweise hatten politische Verwicklungen ihn zum Verlassen seiner Heimat gezwungen. 1773 heiratete er und kaufte 1779 eine Buchhandlung und ein neues Haus, in dem schließlich Jean-François geboren wurde. Seit 1986 befindet sich in dem Haus ein Museum. Jean-François Champollion wuchs in einfachen Verhältnissen auf. Die Unruhen der Französischen Revolution verhinderten zunächst die reguläre Ausbildung des Jungen.
Im März 1801, im Alter von zehn Jahren, zog Jean-François Champollion zu seinem Bruder, dem späteren Gräzistikprofessor Jacques-Joseph Champollion, nach Grenoble, wo er weiterhin vor allem privat unterrichtet wurde und eine Leidenschaft für das alte Ägypten entwickelte. Napoleon Bonapartes ägyptische Expedition löste damals eine Welle der Ägyptenbegeisterung in Frankreich aus. 1802 traf Champollion den aus Ägypten zurückgekehrten und zum Präfekten des Départements Isère ernannten Mathematiker Joseph Fourier. Dieser zeigte ihm Teile seiner Sammlung ägyptischer Altertümer und weckte mit der Erklärung, dass noch niemand die Hieroglyphen lesen könne, in Champollion den Wunsch, das rätselhafte Schriftsystem zu ergründen.
Im Alter von 13 Jahren begann Champollion mehrere orientalische Sprachen zu lernen, mit 17 Jahren hielt er einen Vortrag über mögliche Korrelationen zwischen koptischer und Hieroglyphenschrift. Im Selbststudium und mit Hilfe eines Privatlehrers lernte er weitere antike Sprachen und beherrschte bereits mit 18 Jahren acht alte Sprachen.
Vom November 1804 bis August 1807 besuchte Champollion das neu eröffnete Lyzeum und verfolgte dort neben dem regulären Lehrplan seine Sprachstudien weiter. Gesundheitlich war er wenig robust. Schon in jungen Jahren plagten ihn Kopfschmerzen, Reizhusten und Atemnot. Er litt unter nervöser Erschöpfung und fiel öfters in Ohnmacht. Später kamen Tuberkulose, Gicht, Diabetes, Nieren- und Leberschäden hinzu. Dennoch bewältigte er ein ungeheures Arbeitspensum und gönnte sich kaum je eine Ruhepause.
Champollion präsentierte nach seinem Schulabschluss im August 1807 seinen Aufsatz der geographischen Beschreibung Ägyptens vor den Eroberungen durch Kambyses und wurde dafür zum Mitglied der Akademie von Grenoble ernannt. Von 1807 bis 1809 studierte er in Paris Arabisch, Persisch und Koptisch.

### Der Stein von Rosette

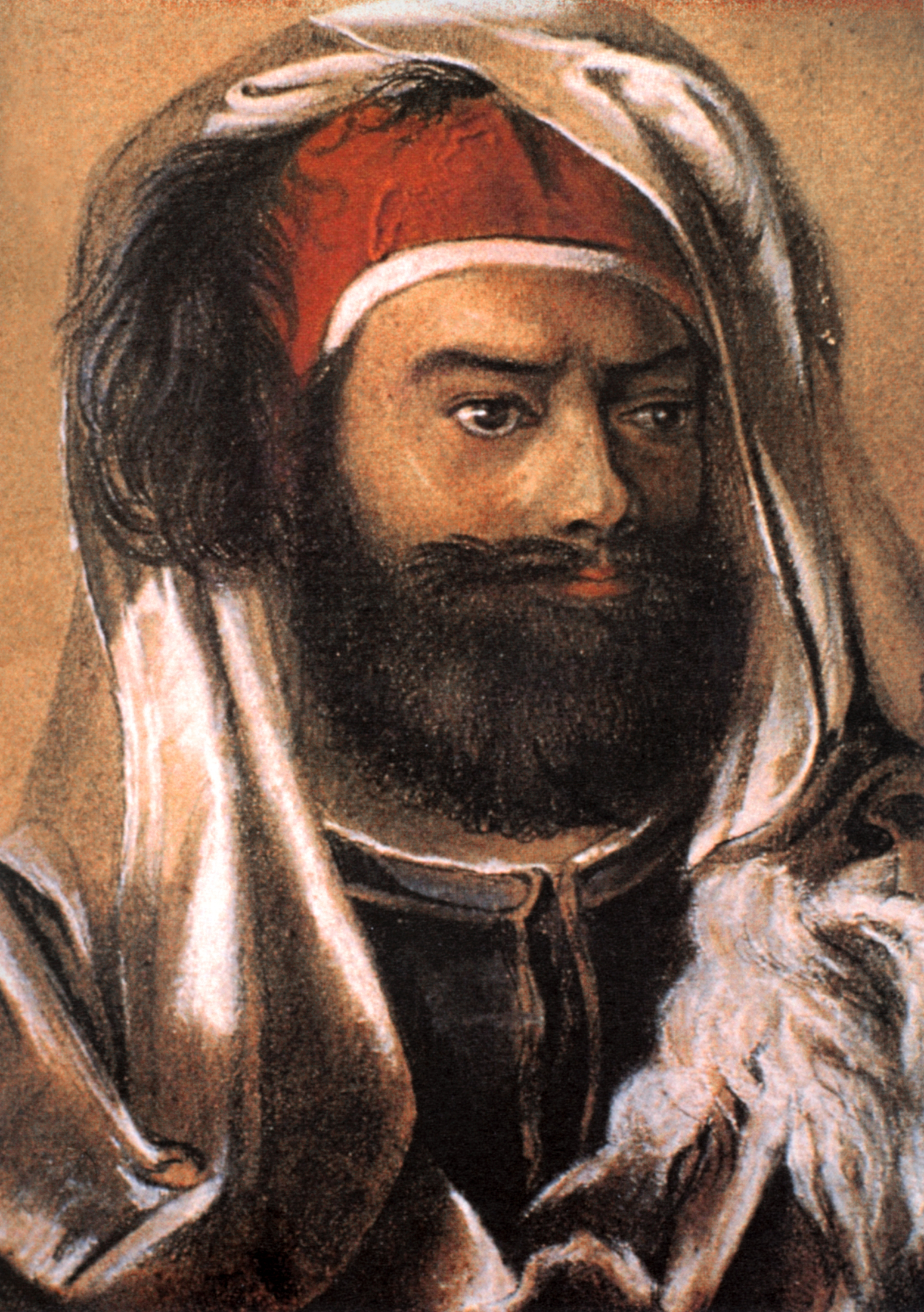
Champollion in ägyptischer Tracht. Pastellgemälde von Giuseppe Angelelli, 1828/29

In Paris arbeitete Champollion erstmals an einer Textkopie des Steins von Rosette, die er 1808 bekam, und leitete von dieser ein Alphabet der demotischen Schrift ab. Das so gewonnene Alphabet half ihm, auch nicht-hieratische Papyri zu entschlüsseln, obwohl er sich der tatsächlich bestehenden Unterschiede damals noch nicht bewusst war.
Im Jahr 1810 wurde Champollion Professor für Alte Geschichte auf einer geteilten Stelle an der neu gegründeten Universität Grenoble. Seine Arbeit an den Hieroglyphen wurde in den folgenden Jahren vor allem durch Mangel an Materialien, die Wirren der Rückübernahme der Regierung Frankreichs durch die Royalisten und sein hiermit zusammenhängendes Exil in Figeac von März 1816 bis Oktober 1817 behindert. Nach seiner Rückkehr nach Grenoble übernahm er die Leitung zweier Schulen und heiratete im Dezember 1818 Rosine Blanc. Durch politische Intrigen ermüdet und seiner Ämter beraubt, reiste er im Juli 1821 wieder nach Paris. Dort konzentrierte er sich auf Übersetzungen zwischen Demotisch, Hieratisch und Hieroglyphentexten. Trotz Benachteiligung und des Neides vieler Kollegen verlor er nie sein Ziel aus den Augen, als Erster die altägyptischen Schriftzeichen zu entschlüsseln.
Aus einer quantitativen Symbolanalyse schloss Champollion schließlich, dass Hieroglyphen nicht nur Symbolzeichen für ganze Wörter seien. Anhand der Hieroglyphenkartuschen, die die Königsnamen Ptolemaios VIII., Kleopatra II. und Kleopatra III. auf dem Stein von Rosette, dem Obelisken von Philae, Abbildungen aus einem Tempel in Abu Simbel und in diversen Papyri darstellten, entdeckte er, dass einzelne Hieroglyphen auch die Funktion von Buchstaben hatten, also Lautzeichen waren, während andere ganze Wörter darstellten. Im September 1822 gelang es ihm, ein vollständiges System zur Entzifferung der Hieroglyphen aufzustellen.
Am 27. September 1822 stellte Champollion seine Forschungsergebnisse an der Académie des Inscriptions et Belles-Lettres in Paris vor. Die meisten der anwesenden Wissenschaftler kritisierten ihn scharf, beschuldigten ihn des Plagiats und bezweifelten die Richtigkeit seiner Übersetzungen. Er veröffentlichte Teile der Arbeit im Oktober 1822 (Brief an M. Dacier, den Ständigen Sekretär des ehrwürdigen Instituts, betreffend das Alphabet der phonetischen Hieroglyphen) und eine ausführliche Erläuterung im April 1824 (Zusammenfassung des Systems der Hieroglyphen im Alten Ägypten). Heute feiert die Nachwelt den „Brief an Dacier“ als Meilenstein in der Entwicklung der Ägyptologie. 1830 wurde Champollion zum Mitglied der Académie gewählt.

### Reisen

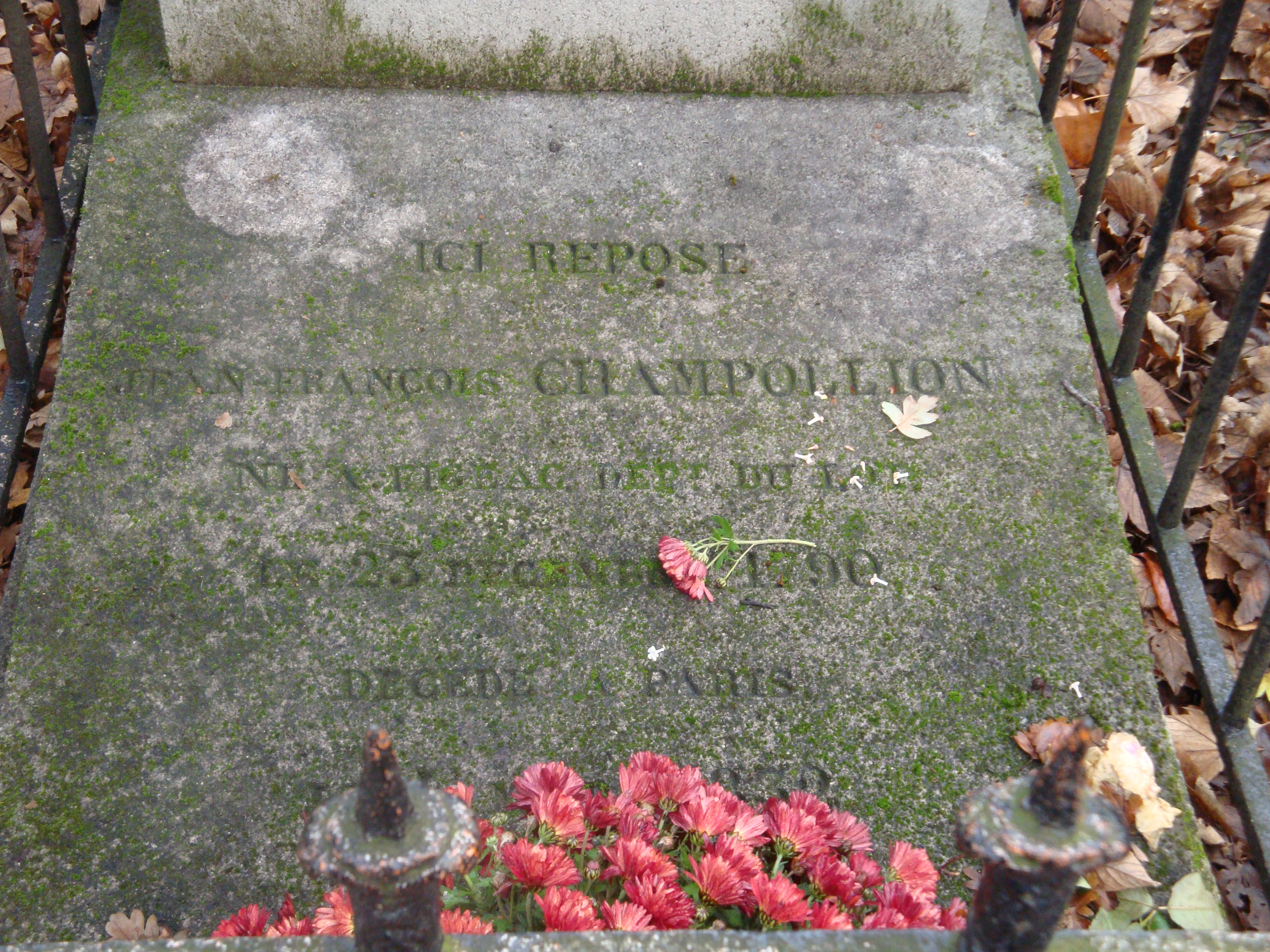
Champollions Grab auf dem Friedhof Père-Lachaise

Auf der Suche nach weiteren ägyptischen Schriften verbrachte Champollion die Zeit von Juni 1824 bis März 1826 in Italien, vor allem in Turin. Dort fand und übersetzte er im Museo Egizio den Königspapyrus Turin, eine ausführliche Liste der Pharaonendynastien. Er hielt diese Übersetzung eine Weile geheim, da sie die Zeitrechnung der Kirche in Frage stellte.
Von August 1828 bis Dezember 1829 leitete Champollion eine französisch-toskanische Expedition den Nil entlang bis Wadi Halfa. Viele dabei entdeckte Materialien sind die einzig erhaltenen Zeugnisse der zu dieser Zeit oft als Steinbruch dienenden Tempelruinen.
Am 4. März 1832 starb Champollion 41-jährig an einem Schlaganfall. Er ruht auf dem Friedhof Père-Lachaise in Paris.

## Eponyme
Im Jahr 1924 wurde das Passagierschiff Champollion, 1970 der Mondkrater Champollion und 1987 der Asteroid (3414) Champollion nach ihm benannt.

## Schriften
- L'Égypte sous les Pharaons, ou recherches sur la géographie, la religion, la langue, les écritures et l'histoire de l'Égypte avant l'invasion de Cambyse. 2 Bde. De Bure, Paris 1814.
- De l'écriture hiératique des anciens Égyptiens. Imprimerie Typographique et Lithographique de Baratier Frères, Grenoble 1821 (Digitalisat).
- Lettre à M. Dacier relative à l’alphabet des hiéroglyphes phonétiques employés par les Égyptiens pour inscrire sur leurs monuments les titres, les noms et les surnoms des souverains grecs et romains. Firmin Didot, Paris 1822 (Digitalisat).
- Panthéon égyptien, collection des personnages mythologiques de l'ancienne Égypte, d'après les monuments. Firmin Didot, Paris 1823.
- Précis du système hiéroglyphique des anciens Égyptiens, ou recherches sur les éléments premiers de cette écriture sacrée, sur leurs diverses combinaisons, et sur les rapports de ce systéme avec les autres méthodes graphiques égytpiennes. Treuttel et Würtz, Paris / Straßburg / London 1824; 2. August 1828 (Digitalisat).
- Lettres à M. le duc de Blacas d’Aulps relatives au Musée Royal Egyptien de Turin. Firmin Didot, Paris 1824–1826 (Digitalisat 1. Brief 1824, Digitalisat 2. Brief 1826).
- Notice descriptive des monuments Égyptiens du musée Charles X. Imprimerie de Crapelet, Paris 1827.

## Dokumentationen
- Das Geheimnis der Hieroglyphen: Champollions Geniestreich. TV-Dokumentation, Regie: Jacques Plaisant. ARTE Frankreich 2022, 93 Minuten;  → Neuer Aspekt: Die Korrespondenz von fast 700 Briefen zwischen den beiden Brüdern offenbarte die Strategie, die schließlich die Übersetzung gelingen ließ.

## Filme
- Mythos Ägypten: Jean-François Champollion. Wettlauf um den Hieroglyphen-Code (Memento vom 13. Februar 2007 im Internet Archive), Doku-Drama, 90 Min., 2 Teile, Produktion: ZDF, Erstausstrahlung: 27. August 2006 und 3. September 2006.